# Raw (film, 2016)
Raw (originaltitel: Grave) är en fransk skräckfilm från år 2016 regisserad av Julia Ducournau.

## Handling
Justine är vegetarian och tänker gå i sina föräldrars fotspår och utbilda sig till veterinär. Hennes äldre syster Alexia har redan påbörjat sin veterinärutbildning och Justine kommer att få gå i samma skola. På skolan brukar nya elever utsättas för nollning under första terminen, vilket bland annat innebär att Justine tvingas äta råa kaninnjurar. Detta leder till att Justine utvecklar en förbjuden längtan efter kött. När Alexia sen råkar ut för en olycka inser Justine vilket slags kött hon längtar efter och börjar nu utforska sina nya tendenser.

## Om filmen
Filmen har uppmärksammats för sitt grafiska innehåll. En biograf i Los Angeles delade ut specialtillverkade spypåsar till kunderna som skulle se filmen. När filmen visades under Göteborg Film Festival så svimmade folk i publiken och många spydde, samtidigt som ett trettiotal personer lämnade visningen innan filmen slutat.

## Rollista i urval
- Garance Marillier - Justine
- Ella Rumpf - Alexia
- Rabah Nait Oufella - Adrien
- Laurent Lucas - Justine och Alexias pappa
- Joana Preiss - Justine och Alexias mamma